# 末木新
末木 新（すえき はじめ、1983年 - ）は、日本の心理学者。和光大学現代人間学部心理教育学科教授。博士（教育学）（東京大学）。臨床心理士。専門は臨床心理学、自殺予防、認知行動療法。

## 経歴
東京都生まれ。2007年3月東京大学教育学部を卒業し、2009年東京大学東京大学大学院教育学研究科修士課程を修了する。2012年東京大学大学院教育学研究科博士課程を単位取得退学し、2012年3月22日に博士(教育学)の学位をえる(甲第27705号)。 
2014年4月から和光大学現代人間学部心理教育学科講師となる（2016年3月まで）。2016年4月より和光大学現代人間学部心理教育学科准教授に就任する。

## 人物
社会的に不利な人々の自殺や自殺予防に関する研究を専門としている。自殺予防に対するメディアの有効性、自殺予防に関する態度について心理学と経済学を活用して研究する。博士論文のタイトルは「インターネットを活用した自殺予防に関する研究」である。

著書『インターネットは自殺を防げるか ーウェブコミュニティの臨床心理学とその実践』では、インターネットの情報疫学効果に着目し、自殺関連サイトの予防機能を実証的に明らかにした。

## 著書
- 自殺予防の基礎知識 - 多角的な視点から自殺を理解する (2013年)
- インターネットは自殺を防げるか - ウェブコミュニティーの臨床心理学とその実践 (2013年)
- 自殺対策の新しい形 - インターネット、ゲートキーパー、自殺予防への態度 (2019年)
- 自殺学入門 - 幸せな生と死とは何か (2020年)
- 公認心理師をめざす人のための臨床心理学入門 (2021年)
- 「死にたい」と言われたら - 自殺の心理学 (2023年)

## 受賞歴
- 2011年、第2回臨床心理学論文賞　論文『検索エンジンにおける自殺方法関連語の検索状況とその相互関連─Google Insights for Searchを用いた検討』[5]

- 2015年、第31回テレコム社会科学賞 [6]。